# Епархия Бирмингема (Алабама)
Епархия Бирмингема (лат. Dioecesis Birminghamiensis) — епархия Римско-Католической церкви с центром в городе Бирмингем, штат Алабама, США. Епархия Бирмингема входит в митрополию Мобила. Кафедральным собором епархии Бирмингема является Собор святого Павла.

## История
Епархия Бирмингема была основана 9 декабря 1969 года после разделения епархии Мобила-Бирмингема на две различные епархии.
29 июля 1980 года епархия Бирмингема вошла в митрополию Мобила.

## Ординарии епархии
- епископ Джозеф Грегори Ват[англ.] (29.09.1969 — 14.07.1987)
- епископ Рэймонд Джеймс Боланд[англ.] (02.02.1988 — 22.06.1993) — назначен епископом Канзас-Сити — Сент-Джозефа
- епископ Дэвид Эдвард Фоли[англ.] (22.03.1994 — 10.05.2005)
- епископ Роберт Джозеф Бейкер[англ.] (14.08.2007 — 25.03.2020)
- епископ Стивен Джон Райка[англ.] (с 25.03.2020)

## Источник
- Annuario Pontificio, Libreria Editrice Vaticana, Città del Vaticano, 2003, ISBN 88-209-7422-3